# Irancy
Irancy is een gemeente in het Franse departement Yonne (regio Bourgogne-Franche-Comté) en telt 316 inwoners (2004). De plaats maakt deel uit van het arrondissement Auxerre.

## Geografie
De oppervlakte van Irancy bedraagt 12,1 km², de bevolkingsdichtheid is 26,1 inwoners per km².
De onderstaande kaart toont de ligging van Irancy met de belangrijkste infrastructuur en aangrenzende gemeenten.

## Wijn
In Irancy wordt rode wijn geproduceerd. Voornamelijk gemaakt van de Pinot Noir druif. De wijn gaat als Irancy door het leven, het betreft een appellatie.

## Demografie
Onderstaande figuur toont het verloop van het inwonertal (bron: INSEE-tellingen).